# Kuldscha staudingeri
Kuldscha staudingeri är en fjärilsart som beskrevs av Alphéraky 1883. Kuldscha staudingeri ingår i släktet Kuldscha och familjen mätare. Inga underarter finns listade i Catalogue of Life.